# Ad plurimas easque gravissimas
Ad plurimas easque gravissimas (del llatí, Per a molts d'ells els més greus), o simplement Ad plurimas (del llatí, Per a molts) és una encíclica del Papa Lleó XII publicada el 25 de gener de 1825. Aquesta encíclica s'emmarca en l'activitat restauradora de la Basílica de Sant Pau Extramurs (Basilica di San Paolo Fuori le Mura) iniciada per aquest pontífex, i que va prosseguir després amb Pius VIII, Gregori XVI i Pius IX.
En particular, aquesta construcció va patir un incendi entre el 15 i 16 de juliol de 1823 durant el pontificat de Pius VII, sent Lleó XII qui va iniciar les tasques de reconstrucció, convidant a través d'aquesta encíclica a bisbes, arquebisbes, mandataris i patriarques de la cristianidad a col·lectar «ànimes» per tal d'assolir aquesta comesa.